# Hexadecàgon

Hexadecàgon regular.

En geometria, un hexadecàgon és un polígon de 16 costats i altres tants vèrtexs.

## Propietats
Un hexadecàgon té 104 diagonals, resultat que es pot obtenir aplicant l'equació general per determinar el nombre de diagonals d'un polígon, {\displaystyle D=n(n-3)/2}, sent el nombre de costats {\displaystyle n=16}, tenim:
{\displaystyle D={\frac {16(16-3)}{2}}=104}
La suma de tots els angles interns de qualsevol hexadecàgon és 2520 graus o {\displaystyle 14\pi } radians.

## Hexadecàgon regular
Un  hexadecàgon regular  és el que té tots els seus costats de la mateixa longitud i tots els seus angles interns iguals. Cada angle intern del hexadecàgon regular mesura 157,5º o {\displaystyle 7\pi /8} rad. Cada angle extern del hexadecàgon regular mesura 22,5º o {\displaystyle \pi /8} rad.
El perímetre  P  d'un hexadecàgon regular pot calcular multiplicant la longitud  t  d'un dels seus costats per setze (el nombre de costats  n  del polígon).

{\displaystyle P=n\cdot t=16\ t}

L'àrea  A  d'un  hexadecàgon regular  es calcula a partir de la longitud  t  d'un dels seus costats amb la següent fórmula:

{\displaystyle A={\frac {16(t^{2})}{4\ \tan({\frac {\pi }{16}})}}\simeq 20,1094\ t^{2}}

on {\displaystyle \pi } és la constant pi i {\displaystyle tan} és la funció tangent calculada en radians. Si es coneix la longitud de l'apotema  a  del polígon, una altra alternativa per calcular l'àrea és:

{\displaystyle A={\frac {P\cdot a}{2}}={\frac {16(t)\ a}{2}}=8(t\cdot a)}

## Construcció
Un hexadecàgon regular es pot construir amb regle i compàs:

Construcció d'un hexadecàgon regular